# Hoge Landen
De Hoge Landen is een wijk in Nieuwegein, in de Nederlandse provincie Utrecht. Het gebied ligt ten zuidwesten van het park Oudegein, waar het vaak mee in één adem wordt genoemd. Het wordt ingeklemd tussen de Hollandse IJssel, met aan de overkant de wijk Doorslag, de Kromme IJssel, met aan de overkant Oudegein en Hoog-Zandveld, en de A2, met aan de andere kant IJsselstein.
Het gebied bestaat voornamelijk uit het IJsselbos en is een klein waterwinningsgebied waarvan het meest zichtbare gedeelte gevormd wordt door de monumentale Watertoren en omliggende gebouwen van het waterwinbedrijf aan het Hooglandse jaagpad. Tevens ligt in het gebied Verzorgingsplaats Jutphaas op de plaats waar de vroegere afrit Jutphaas van de A2 zich bevond. 
Tot 1989 was het gebied gelegen in de gemeente IJsselstein waarna het door een herindeling bij de gemeente Nieuwegein terechtkwam. Tegelijkertijd werd het gebied rond Het Klaphek van Nieuwegein naar IJsselstein ingedeeld. Door deze wijzigingen werd de A2 de logische grens tussen de gemeenten Nieuwegein en IJsselstein.
Woonwijken: Batau-Noord · Batau-Zuid · Blokhoeve · Doorslag · Fokkesteeg · Galecop · Hoog-Zandveld · Huis de Geer · Jutphaas-Wijkersloot · Lekboulevard · Merwestein · Stadscentrum · Vreeswijk · Zandveld · Zuilenstein

Overige wijken: Het Klooster · Hoge Landen · Laagraven-Liesbosch · Oudegein · Plettenburg · De Wiers

Voormalige gemeenten: Jutphaas · Vreeswijk

Utrecht · Plaatsen in de provincie      Nederland · Provincies · Gemeenten